# Gábor Agárdy
Gábor Agárdy (em armênio/arménio:  Գաբրիել Արկալիյան, 2 de agosto – Janeiro de 2006) foi um ator húngaro, também conhecido como Gábor Agárdi. Ele nasceu Gábor Arklian em Szeged, de ascendência armênia. Ele foi premiado com o Prêmio Lifetime de 2000: Ator da nação (húngara).

## Filmografia selecionada
| Ano  | Título               | Papel   |
| ---- | -------------------- | ------- |
| 1965 | The Round-Up         | Torma   |
| 1968 | Stars of Eger        | Sárközy |
| 1971 | Husaren in Berlin    |         |
| 1977 | Mattie the Goose-boy | Ispán   |
| 1997 | Retúr                | Károlyi |
| 2002 | The Last Blues       | Zsul    |
| 2004 | Gáspár               | József  |